# 前川陽子
前川 陽子（まえかわ ようこ、1950年12月18日 - ）は、日本のアニメソング歌手、ジャズシンガー。
大阪府生まれ、佐賀県出身。跡見学園女子大学文学部出身。NHKでは、ささきいさお・水木一郎・堀江美都子と並んで、「アニメソング四天王」と称される。

## 来歴
東映児童演劇研修所出身。練馬区立練馬中学校1年生（1963年）の時、宇野誠一郎に美声と歌唱力を注目されてNHK人形劇『ひょっこりひょうたん島』のテーマソングで歌手デビューした。当時の子ども向け番組の主題歌は少年少女合唱団やコーラスグループが歌うのが慣例で、ソロで歌う例は少なく、日本初のアニメ・子供番組専門のソロ歌手となった。
その後、『魔法使いサリー』（1966年）、『リボンの騎士』（1967年）などテレビアニメの主題歌の他、かっぱえびせんなどのCMソングを1000曲近く歌った。また、1968年・1969年には歌謡曲のシングルも発表している。
ヤング・フレッシュに在籍していた時期があり、特に『仮面の忍者 赤影』や『悟空の大冒険』の歌ではヤング・フレッシュの歌唱部分に前川の歌声を聴くことができる。大学進学で音楽を本格的に勉強したいということで、1960年代末から1970年代初頭まで、一時歌手休業していた。
1973年に、この曲ならばと復帰した代表曲、渡辺岳夫作曲の「キューティーハニー」（1973年）では、セクシーな内容の歌詞と前川の歌唱力の相乗効果で大きなインパクトを与えた。
「キューティーハニー」で前川の歌声を気に入った渡辺岳夫はその翌年、わざわざ彼女に歌わせる前提で『魔女っ子メグちゃん』のオープニングとエンディングの主題歌を作曲した。
"思うところがあり"（本人談）、また結婚、子育てなどで数年休業の後、『あさりちゃん』（1982年）で復帰した。
その後、再び休養に入ったが、2001年にジャズ歌手として復帰した。近年ではジャズシンガーとしての活動の傍ら、積極的にアニメ関係のイベントにも登場している。

## 代表曲

### アニメ・特撮ソング
- ひょっこりひょうたん島（『ひょっこりひょうたん島』、1964年）
- すてきなリリ（『レインボー戦隊ロビン』ED、1966年）
- リボンの騎士（『リボンの騎士』OP、1966年）
- 忍者ハットリくん（特撮版『忍者ハットリくん』OP、1966年）
- 風といっしょに（『ピュンピュン丸』ED、1967年）
- 魔法のマンボ（『魔法使いサリー』ED、1967年）
- 忍者ハットリくん（『忍者ハットリくん＋忍者怪獣ジッポウ』OP、1967年） - 1966年版とは同名異曲。
- おんぶおばけ（『おんぶおばけ』OP、1972年）
- キューティーハニー（『キューティーハニー』OP、1973年）
- 夜霧のハニー（『キューティーハニー』ED、同上）
- 魔女っ子メグちゃん（『魔女っ子メグちゃん』OP、1974年）
- ひとりぼっちのメグ（『魔女っ子メグちゃん』ED、同上）
- 真珠色のワルツ（『みつばちマーヤの冒険』ED、1975年）
- それが始まりだった（『ジャッカー電撃隊』挿入歌、1977年）
- あの子はあさりちゃん（『あさりちゃん』OP、1982年）
- 私は女の子（『あさりちゃん』ED、同上）

### 歌謡曲
- 暗い夕陽 / 湖の二人（ビクター SV-692、1968年）
- 夕陽の渚 / 恋にめざめて（ビクター SV-820、1969年）

### CMソング
- かっぱえびせん（カルビー）
- 炊飯電子ジャー 炊きたて（タイガー魔法瓶）
- ハウスたまごめん（ハウス食品　「がんばれ！赤胴鈴之助」の替え歌）
- 世界の味の素（味の素）
- 淡麗グリーンラベル（キリンビール）
- ニベア スキンミルク（花王）

ほか多数

### 企画曲
- 毛虫のモモちゃん（阿久悠と日本コロムビア共同による子供向けレコード企画『ぱくぱくぽけっとレコード』の中の一曲。1977年）
  - 左とん平「秋田から来た先生」のB面に収録。『ひらけ!ポンキッキ』挿入歌として佐藤公彦による同名曲が使用されていたが、それとは同名異曲である。
- 石鹸で手を洗おうI（ハイ!石けんで手を洗おう）（ハニー・ナイツと共演。手洗い運動推進本部によって全国の小学校に配布されたソノシートに収録）
  - 2011年発売のCD『スキャット、ボッサ&シンギング・インストゥルメンタル~嵐野英彦CM WORKS Original recording remastered』に収録。
- 松本ぼんぼん（作曲：水谷川忠俊、作詞：上野浩、振付：西田尭歌。1975年）
  - 毎年8月の第1土曜日に長野県松本市の松本駅東側から松本城にかけて広がる中心街で行われる県下最大級の夏祭り。

## アルバム
- CUTE JAZZ（2003年）：ジャズ・アルバム
- ひょっこりひょうたん島　アナザーワールド（2003年）：ジャズ・アルバム
- LOVE（2005年）
- VINTAGE BLUE
- 前川陽子 スーパー・ベスト〜キューティーハニー/ひょっこりひょうたん島
「キューティーハニー」/「魔女っ子メグちゃん」/「ひょっこりひょうたん島」/「忍者ハットリくん」/「リボンのマーチ」/「あの子はあさりちゃん」ほか
- キューティーハニー (21st century ver.)
キューティーハニー（21st century ver.）
魔女っ子メグちゃん（21st century ver.）他

## 参考
- 『ゲンダイネット』2006年10月1日（『日刊ゲンダイ』9月28日）